# Lagurus lagurus
El lemming vulgar o lemming de estepa es una especie de roedor miomorfo de la familia Cricetidae. Es la única especie actual del género Lagurus y no se conocen subespecies. Su área de distribución comprende Uzbequistán, Ucrania, el norte de Kazajistán y Rusia.

## Descripción y hábitat
El lemming estepario tiene una longitud corporal de hasta 12 cm y una cola de 2 cm, un poco más corta que la pata trasera. Pesa unos 30 g. Los ojos y las orejas son pequeños y el pelaje es de un tono uniforme de color gris parduzco con una franja dorsal negra. Este lemming se encuentra en bosque esteparios y semidesérticos del oeste de Mongolia, noroeste de China, muchas partes de la antigua URSS, Kazajistán, Ucrania, el Ural meridional y medio y Siberia occidental y oriental. Es similar al Lemming de Noruega, pero con un cuerpo más peqeuño. 

## Ecología
Se trata de una especie colonial que cava largas madrigueras. Tiene un modo de vida parcialmente subterráneo. Es más activo por la noche, aunque no es estrictamente nocturno. Se alimenta de plantas, incluidas las raíces y semillas. Alcanza la madurez sexual a la edad de seis semanas y puede producir hasta seis camadas en un año, con cinco o seis crías en cada una. En condiciones favorables, la reproducción continúa durante todo el año. El número de lemmings esteparios varía mucho según las condiciones climáticas y la disponibilidad de alimentos. Durante épocas de gran población se producen migraciones masivas en busca de comida.